# 格雷丝·奥汉隆
格雷丝·奥汉隆（英語：Grace O'Hanlon，1992年9月10日—），新西兰女子曲棍球运动员。她曾代表新西兰参加2018年和2022年英联邦运动会曲棍球比赛，其中2018年英联邦运动会获得一枚金牌。